# Frieda Nugel
Frieda Nugel   (Cottbus, 18 de juny de 1884 - Bad Godesberg, 6 de novembre de 1966) va ser una matemàtica alemanya, un de les primeres dones en rebre un doctorat al seu país.

## Vida i Obra
Filla d'un mestre i organista, Nugel va fer els estudis secundaris al institut per a noies de Cottbus fins al 1906. Després d'uns mesos fent de tutora al castell de Schorbus, de la família von Werdeck, va passar l'examen per ser professora, a Berlín, el 1907. Els anys següents va estar estudiant física i matemàtiques a les universitats de Berlín, Múnic i Halle. El 1912 va obtenir el primer doctorat en matemàtiques que atorgava aquesta última a una dona, amb una tesi sobre les línies helicoidals, dirigida per August Gutzmer.
Després del doctorat va donar classes de secundària al seu mateix institut de Cottbus, fins al 1914 que es va casar amb Louis Hahn a qui havia conegut a la universitat de Halle. Amb el seu marit es van traslladar a Altena (Westfàlia), on el seu marit era redactor d'un diari. El 1915, es van tronar a traslladar a Emden perquè el seu marit es va fer càrrec de la direcció del diari (l'Ostfriesischen Zeitung) i de l'editorial propietat de la seva família. Ellava ser professora a temps parcial al institut de la localitat mentre educava els seus quatre fills.
A partir de 1930 va ser professora amb plena dedicació després de la fallida del negoci editorial del marit. La Segona Guerra Mundial va ser devastadora per a la família, ja que hi van morir els seus dos fills, Helmut i Gerold, tots dos oficials de l'exèrcit: van ser donats per desapareguts l'estiu de 1944, un a Rússia i l'altre a Lorena. El setembre del mateix any la seva escola va ser totalment destruïda per un bombardeig.
El 1945, acabada la guerra, es va jubilar i va tenir cura del marit fins que va morir el 1952. Aleshores va anar a viure a Bad Godesberg, a prop de la seva filla que era cap d'estudis a Bonn. Va morir en aquesta població el 1966, després d'haver rebut un homenatge el 1962 pel cinquantenari de la seva tesi doctoral.
A part de la seva tesi doctoral, va publicar dos articles i es conserven diversos manuscrits sobre temes pedagògics i en defensa del paper de la dona en els afers públics.